# Antonio Ladra
Antonio Ladra (Montevideo, 26 de junio de 1956) es un periodista y autor uruguayo.

## Biografía
En los años ´80 participó activamente del movimiento de Arte Correo en Uruguay, junto con Clemente Padín, Jorge Caraballo y NN Argañaraz, editando una publicación, llamada Participación, hecha a mano, con fotocopias y collages con una periodicidad variable.
En 1984 participa en la fundación del efímero periódico Cinco Días, clausurado por la dictadura cívico-militar, siendo responsable de la información sindical. Ese año también colabora con el recién nacido diario La Hora, teniendo a su cargo primero la sección de cultura, junto con Elder Silva y luego como encargado del cierre de la edición. 
En 1989 llega Diario La República, primero como Jefe de noticias laborales y luego como Jefe de la Sección Sociedad y Ciudades.
En octubre de 1991 a diciembre de 1997 trabaja en el Diario El Observador desempeñando los cargos de Editor de la Sección Uruguay, Subsecretario de Edición y como Columnista especializado en temas laborales
Entre 1996 y 1997 realiza el relanzamiento del Diario El Acontecer de Durazno, transformando una publicación trisemanal en un diario regional para el centro del país de lunes a sábado.
Trabaja para revista Posdata y entre 1998 y 1999 abandona el periodismo activo para asesorar en materia comunicacional la precandidatura a la Presidencia de la República del ingeniero Álvaro Ramos. Realiza la producción de contactos con los medios de prensa de todo el país, organización de conferencias de prensa y asesoramiento al candidato en la presentación de entrevistas para los medios de comunicación.
Regresa a la actividad periodística con el Diario Cambios, Florida. Allí lleva a cabo la reingeniería de una publicación ya existente.
En 1998 funda el diario Primera Hora de San José y participa en la creación y armado del proyecto Semanario El Día,
En junio de 2000 a septiembre de 2002 trabaja en Revista Latitud 30 35 como Editor y columnista y entre enero de 2002 a setiembre de 2002 se desempeña en Radio El Espectador 810 AM como Jefe de producción y la realización de informes especiales en el programa En Perspectiva. Participando en la Tertulia de En Perspectiva y el programa La Brújula.
En septiembre de 2002 regresa al Diario La República como jefe de redacción. Entre julio de 2004 a octubre de 2006 suma la conducción en Radio AM LIBRE 1410 AM del programa vespertino diario Pasando Raya con Marcel Lhermite y Pedro Cribari. 
Entre marzo de 2004 a noviembre de 2005 en el Canal de televisión cable TV LIBRE coconduce el programa diario de interés general Cinco Días junto con Pedro Cribari y entre agosto de 2003 a diciembre es coconductor del programa semanal de interés general Entrelíneas.
Entre noviembre de 2006 a enero de 2008 estuvo en la creación y armado del periódico planB. Posteriormente ejerció la secretaría de redacción.
Fue corresponsal para el Mercosur de la revista española Contrapunto de América Latina.
Entre mayo y octubre de 2020 creó, dirigió y condujo el Programa Planeta Wuhan, radio Ciudadana FM 92.3.
Entre julio a diciembre de 2019 cocondujo el programa El Sacapunta, radio Ciudadana FM 92.3.
En marzo de 2019 inicia el espacio Lugar a dudas, como columnista semanal de análisis político en el programa Fuentes Confiables, radio Universal que continúa en el programa Punto de Encuentro a la fecha.
En febrero del año 2021 participó en los siete capítulos emitidos vía streaming del híbrido performático Teatro y Política . 
Hizo la producción periodística para obra de teatro Muñecas de Piel con dirección de Marianella Morena.
En el año 2019 fue jurado de los Premios a las Letras del MEC en la categoría ensayos sobre historia memoria, testimonios y biografías
Ha trabajado en varios medios locales, destacándose su actuación en Teledoce como coordinador de Telemundo 12 y también su participación junto a Alfonso Lessa y Aldo Silva en el programa Código País. Además, incursionó en Metrópolis FM y en Radio Universal.

## Obras publicadas
- Uruguay en la mira del narco. Montevideo: Sudamericana. 2021. ISBN 9789915659763.
- Daniel Martínez. La carrera del ingeniero. Montevideo: Sudamericana. 2019. ISBN 9789974899261.
- Narcos en el Uruguay. Lilo, Clavijo, Bocha y la Operación Campanita. Montevideo: Sudamericana. 2014. ISBN 9789974713840.
- Gloria o el drama de la existencia: recuerdos del travesti más viejo de América del Sur. Montevideo: Ediciones O DOS. 1991. (en colaboración con N. N. Argañaraz)
- Del PIT al PIT-CNT: ¿réquiem para el movimiento sindical?. Montevideo: Inst. de Formación e Investigación Sindical. 1991. (con Roger Rodríguez Iturri y Jorge Nelson Chagas) y "Prensa y sindicatos, una ecuación difícil de resolver como editor y coautor y "El sindicalismo en el Uruguay posdictatorial", como coautor.